# Néstor Combin
Néstor Combin[carece de fontes?] (Las Rosas, 29 de dezembro de 1940) é um ex-futebolista argentino naturalizado francês, tendo emigrado ainda adolescente ao país europeu, pelo qual competiu na Copa do Mundo FIFA de 1966. Destacou-se em um Lyon ainda pouco vencedor, no maior momento dos lioneses no século XX; pela dupla rival Juventus e Torino e também no Milan - clube onde notabilizou-se por ter o rosto desfigurado na disputa do Mundial Interclubes de 1969, com sua imagem encharcado de sangue afugentando times europeus em edições ao longo da década de 1970.
Um dos poucos campeões pelos rivais Juventus e Torino, estando na história do clássico de Turim também pelos três gols marcados pelo Toro em um dérbi seguinte à morte da estrela dos grenás (vencido por 4-0 mesmo nessas circunstâncias), Combin é considerado um dos principais jogadores franceses no futebol italiano, e foi eleito em 2011 para o time dos sonhos do Lyon mesmo após o período ainda mais vitorioso que o time teve no início do século XXI.

## Carreira

### Início no Lyon
Nascido no interior da província argentina de Santa Fe, Combin jogava no Colón da cidade de San Lorenzo (e não na equipe de mesmo nome sediada na capital Santa Fe), clube então restrito à liga regional sanlorencina. Nesse cenário, foi descoberto por acaso por um emissário europeu, que em duas semanas lhe providenciou testes na França, país da avó materna de Combin. Anos mais tarde, reconheceria uma grande "sorte" nesse aspecto, ao ser entrevistado pela imprensa argentina em meio ao Mundial Interclubes de 1969.
Sem ter jogado profissionalmente em seu país de origem, Combin mudou-se aos 17 anos ao futebol europeu. Ingressou nas categorias de base do Lyon, sendo promovido ao time principal em 1959. A estreia na equipe adulta lionesa se deu em circunstâncias curiosas: Combin não teria qualquer documentação consigo e dependeu da cavalheira autorização do técnico adversário para poder jogar. Acabou marcando o gol da vitória, em partida contra o Valenciennes. Chegou a ser colega de dois outros argentinos no OL, primeiramente Roberto Marteleur (de rápida passagem em 1959) e depois Ángel Rambert, que também viria a defender a seleção francesa.
Durante o período em que vestiu a camisa dos Gones, Combin fez uma prolífica dupla também com Fleury Di Nallo, e eles ajudaram o Lyon à 5ª posição no Campeonato Francês - melhor posição do clube até então - além de ter chegado à final da Copa da França de 1962-63. Na edição seguinte da competição, o Lyon foi campeão, em sua primeira grande conquista nacional. Combin fez os dois gols da decisão, contra o Bordeaux de outro argentino da seleção francesa, Héctor de Bourgoing. Em paralelo, o time subiu para 4º lugar na Ligue 1 e foi semifinalista da Recopa Europeia, eliminado no jogo-desempate para o Sporting Clube de Portugal. Naquele ano, Combin foi então convocado pela primeira vez para a seleção e foi vendido à Juventus.

### Juventus e Varese

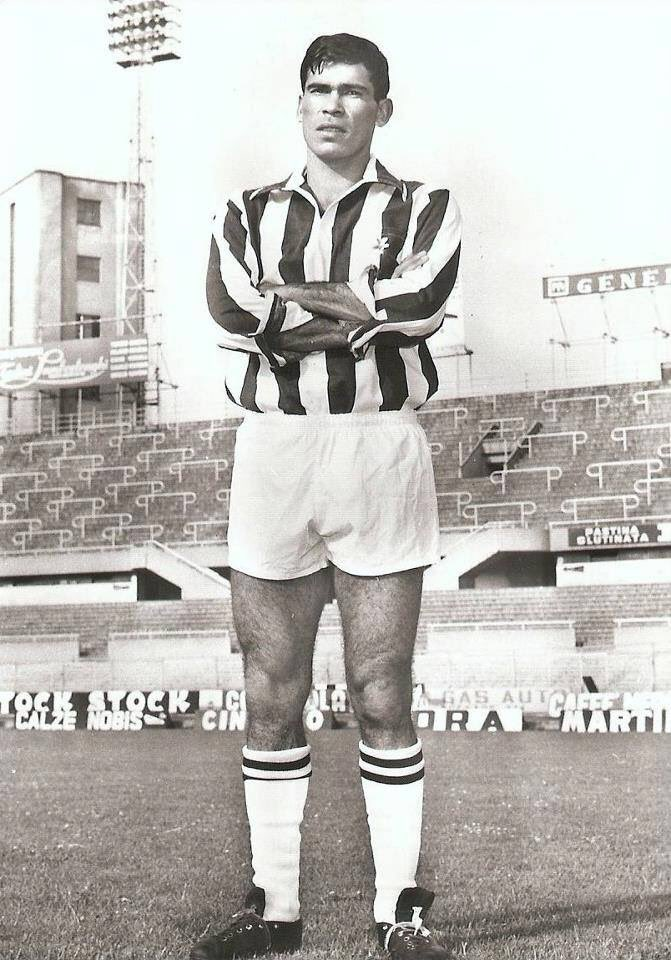
Combin na Juventus, na temporada 1964-65.

A Juventus vivia um período de reformulação após a saída do galês John Charles e a aposentadoria de Giampiero Boniperti. Combin jogou apenas uma temporada na Vecchia Signora, conquistando apenas uma Copa da Itália, em 1965. Na Serie A, marcou sete vezes, o suficiente para ser o vice-artilheiro do elenco bianconero. Porém, não convenceu o técnico paraguaio Heriberto Herrera e, para desocupar uma vaga de estrangeiro (que ele preenchia mesmo como cidadão francês, ao não existir naquele tempo nem o passaporte comunitário europeu e nem a Lei Bosman), foi vendido ao Varese, onde fez dupla com o jovem Roberto Boninsegna.
Combin jogou pouco no Varese, marcando apenas dois gols na Serie A de 1965-66, ainda que um deles tenha sido na Internazionale. A despeito disso e do rebaixamento do clube, foi à Copa do Mundo FIFA de 1966 e mesmo com a má campanha dos Bleus no mundial, foi contratado pelo Torino.

### Torino
Em seu regresso a Turim, dessa vez pelo rival do ex-clube, Combin iniciou uma boa fase que lhe renderia o apelido de Il Selvaggio ("O Selvagem"), originado pelo seu espírito incansável. Inicialmente, foram sete gols na temporada 1966-67, ainda que três tenham ocorrido somente na última rodada, contra o Brescia. Na temporada seguinte, teve seu grande momento: foi vice-artilheiro do torneio, com treze gols, em meio a uma tragédia: após o franco-argentino marcar três gols em 4-2 sobre a Sampdoria, seu colega Luigi Meroni, visto como a grande promessa do Toro, morreu atropelado enquanto comemorava a vitória. O jogo seguinte foi justamente o clássico com a Juventus. Combin homenageou o amigo com uma exibição de gala, marcando novamente três gols em um jogo, em vitória grená por 4-0, entrando para a história do chamado Derby della Mole.
À altura de 2013, o Torino seguia sem nunca mais ter voltado a rival por mais de dois gols de diferença. Naquela temporada, o clube pôde ser campeão da Copa da Itália, com gol de Combin na final contra a Internazionale. Na Serie A, também marcou sobre a Inter, além de vazar também o campeão Milan (marcando o gol da vitória por 3-2), o vice-campeão Napoli (em 2-2 fora de casa, diminuindo derrota parcial de 2-0 já nos seis minutos finais antes dos turineses empatarem faltando três) e em vitória de 2-0 visitando a Roma. Na temporada 1968-69, Combin marcou sete vezes, incluindo em novo clássico com a Juve (que venceu por 2-1) e dois em nova vitória visitando a Roma (3-0). Foi o suficiente para ser o artilheiro do elenco granata.
Nereo Rocco havia treinado Combin no Torino e o requisitou para o Milan, que contratou o franco-argentino. Ele deixou o Toro após 31 gols em 106 partidas, para jogar na equipe campeã da Liga dos Campeões da UEFA naquela temporada de 1968-69.

### Milan e o "massacre da Bombonera"

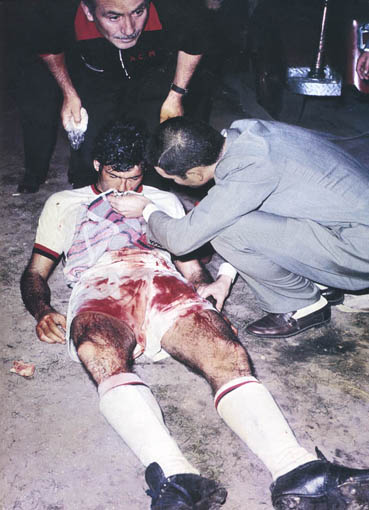
Combin após agressão na partida entre Milan e Estudiantes, válida pelo Mundial Interclubes de 1969.

Combin chegou para substituir Kurt Hamrin, vendido ao Napoli, assumindo logo a titularidade de um ataque que já tinha Gianni Rivera, Pierino Prati e Ângelo Sormani. O time não fez uma boa temporada europeia, caindo ainda nas oitavas de final da Liga dos Campeões da UEFA, eliminado ainda na primeira fase da Copa da Itália e apenas na 4ª colocação da Serie A, em que o franco-argentino marcou somente cinco vezes. Em meio a essas campanhas, porém, o Milan venceu o Mundial Interclubes de 1969, na primeira conquista do clube na competição. Combin terminaria involuntariamente como o protagonista da façanha.
Aquela edição foi a primeira em que o critério do gol fora de casa teria peso de desempate. O primeiro jogo foi em Milão e os argentinos do Estudiantes de La Plata, embora pretendessem defender-se, teriam dominado sessenta dos noventa minutos, sem impedir uma derrota de 3-0 nos poucos instantes de desatenção. Em um deles, nos acréscimos do primeiro tempo, Combin aproveitou de falha de Ramón Aguirre Suárez e ficou frente a frente com o goleiro Alberto José Poletti, driblando-o antes de marcar o segundo gol. Em 2015, outro adversário, Raúl Madero, que seria o médico da seleção argentina na Copa do Mundo FIFA de 1986, declarou à revista El Gráfico que "toda a confusão foi armada por Néstor Combin, o camisa 9 do Milan, que era argentino. No jogo na Itália, que eles ganharam por 3-0, veio zombar. Disse em um momento a Aguirre Suárez: 'negro, não se aqueças mais porque em um mês eu ganho o mesmo que você em dois anos'. Disse isso justo ao Negro. 'Ali arrebento tua cabeça', lhe respondeu. E em La Bombonera lhe meteu um socão e lhe disse 'agora vá se danar', e armou-se a confusão generalizada. Eu fui um dos poucos que separei porque se não, íamos todos à cadeia, mas a confusão começou com a provocação de Combin lá".
Duas semanas depois, em La Bombonera, Combin interceptou um passe mal dado e serviu para Rivera driblar Poletti e abrir o placar. Ainda no primeiro tempo, os argentinos conseguiram virar para 2-1 com dois gols-relâmpago, o segundo deles marcado pelo próprio Aguirre Suárez. O descontrole começou na segunda etapa, à medida que não conseguiam mais criar chances, contidos pela retranca catenaccio italiana. Poletti e Aguirre Suárez foram os mais descontrolados, com este fraturando o nariz e inchando o olho de Combin ao desferir-lhe uma cotovelada.
A maioria dos jogadores do Estudiantes, bem como seu técnico Osvaldo Zubeldía, não coadunaram com as agressões, mas a própria mídia argentina não poupou o time da "página mais negra do futebol argentino". O infortúnio para Combin não terminou ao fim do jogo: foi detido pela polícia local, acusado de desertor do Exército Argentino, cujo serviço militar era obrigatório na época. Posteriormente, o próprio ditador argentino Juan Carlos Onganía interveio pela liberação, dada à repercussão negativa do jogo, transmitido via satélite ao vivo para a Europa, e ao esclarecimento de que Combin servira às Forças armadas da França, havendo tratado entre os dois países dispensando do serviço os cidadãos de um que se alistassem em outro.
As imagens desfiguradas de Combin ajudaram a afugentar europeus do torneio ao longo da década de 1970 e estigmatizaram o Estudiantes como um clube violento, a ponto de tornar-se lugar comum que os argentinos teriam vencido com suas agressões o Manchester United no ano anterior quando na realidade os britânicos é que iniciaram as hostilidades dentro e fora de campo. O goleiro Poletti relataria que os argentinos entraram na partida de 1969 pressionados até por um sacerdote local para servirem de válvula de escape à desclassificação da seleção à Copa do Mundo FIFA de 1970 e a convulsões sociais no país, esclarecendo que não houve rancores mútuos em conversa posterior com Combin. Na temporada 1970-71, ele e o Milan terminaram a Serie A e a Copa da Itália no vice-campeonato em ambas, com dez gols de Il Selvaggio, que deixou a Itália ao fim da temporada; como milanista, marcou vinte vezes em 70 jogos.

### Final da carreira
Combin voltou à França para defender o Metz. Mesmo já descuidando abertamente da forma física, conseguiu em suas duas temporadas auxiliar ativamente com mais de meio gol por jogo a luta dos lorenenses contra o rebaixamento; na temporada de 1971-72, foram 16 gols em 27 jogos e na seguinte, 18 gols em 34 partidas. Rebaixado na luta contra o Metz, o tradicional Red Star era treinado por outro argentino de carreira francesa, José Farías, que convenceu Combin a atuar na segunda divisão e eventualmente aposentar-se no clube da capital Paris.
O veterano atacante marcou época no Stade Bauer, sendo o artilheiro da Divison 2 de 1973-74; foram 24 gols na campanha que permitiu ao time de Jules Rimet regressar pela última vez à primeira divisão. Curiosamente, o acesso à elite deu-se juntamente com o do vizinho Paris Saint-Germain, então um clube iniciante e que recomeçava nas divisões após o desfazimento de sua união com o Paris FC. As duas equipes da capital precisaram lutar contra o rebaixamento na Ligue 1 (então Division 1) de 1974-75 e, embora Combin permanecesse no Red Star e contribuísse com 15 gols em 31 partidas, não evitou a última colocação e imediata queda dos alviverdes. O PSG eventualmente fortaleceu-se e se sedimentou na primeira divisão como o único representante da capital.
Por fim, Combin jogou pelos amadores do Hyéres. Seguiu no país após parar de jogar, radicando-se na Riviera Francesa.

## Seleção Francesa
Crescido na França desde os 17 anos, Combin, embora pudesse adquirir cidadania francesa por ser neto de uma cidadã desse país e por eventualmente ter se casado com outra cidadã francesa, demorou a poder ser convocado; após a FIFA permitir livremente naturalizações até a sua Copa do Mundo de 1962, estabeleceu que a partir dela só seriam permitidos naturalizados que ainda não houvessem defendido seus países de nascença (encerrando assim, com o fim do Mundial, as trajetórias de Alfredo Di Stéfano e Omar Sívori, ambos também argentinos, por Espanha e Itália; bem como as do uruguaio José Santamaría e do húngaro Ferenc Puskás com a seleção espanhola e do brasileiro José "Mazzola" Altafini com a italiana) e que fossem filhos de cidadãos do país adotivo. Combin cumpria o primeiro requisito, mas não o segundo. A seleção da Argentina, por sua vez, ainda não admitia convocar quem jogasse fora do país, algo só alterado a partir da década de 1970.
O franco-argentino, então figura cada vez mais destacada no Lyon, começou a ser visto como sucessor potencial de Just Fontaine, levando a Federação Francesa de Futebol a iniciar tratativas por um relaxamento do segundo requisito - a fim de permitir que estrangeiros netos (e não mais apenas filhos) de cidadãos locais também pudessem ser aproveitados. Essa mudança permitiria a inclusão de Combin e foi aprovada em congresso da FIFA realizado em 1964. Combin estreou como francês exatamente naquele ano, inicialmente pela seleção juvenil dos Bleus, em 8 de abril, em empate em 2-2 com a Inglaterra. No dia 25 do mesmo mês, estreou pelo time principal; foi pelas quartas-de-final das qualificações à Eurocopa 1964, atuando nos dois jogos da eliminação frente a Hungria.
Após atuar em quatro partidas das eliminatórias da Copa do Mundo FIFA de 1966, entre 1964 e 1965, figurou em apenas uma partida do mundial, no empate em 1-1 com o México; à altura da Copa do Mundo, Combin vinha de uma temporada ruim no Varese. Após essa partida, só defendeu a seleção francesa uma vez mais, no empate em 1-1 com a Iugoslávia nas quartas-de-final das qualificações à Eurocopa 1968. Foram ao todo oito jogos e quatro gols pela seleção francesa, na qual chegou a atuar ao lado dos também argentinos Ángel Rambert (colega seu também no Lyon) e Héctor de Bourgoing (com quem terminou convocado conjuntamente à Copa de 1966).

## Títulos
Lyon
- Copa da França: 1963-64

Juventus
- Copa da Itália: 1964-65

Torino
- Copa da Itália: 1967-68

Milan
- Mundial de Clubes: 1969

Individual
- Artilharia da Division 2: 1973–74